# Christopher Paolini
Christopher Paolini (n. 17 noiembrie 1983 în sudul statului California) este un scriitor american. El este cunoscut pentru Ciclul Moștenirea, care conține cărțile Eragon, Eragon II. Cartea primului născut, Brisingr și Moștenirea. El trăiește în Paradise Valley, Montana, acolo unde a și scris prima carte.

## Viața
Christopher Paolini s-a născut în Paradise Valley, statul Montana. Familia lui este formată din părinții săi, Kenneth Paolini și Talita Hodgkinson, și sora sa, Angela Paolini. Școlit acasă, Paolini a absolvit liceul la vârsta de 15 ani cu ajutorul unor cursuri prin corespondență susținute de American School of Correspondence din Lansing, statul Illinois. După absolvire, a început lucrul la ceea ce urma să devină romanul Eragon, primul dintr-o serie a cărei acțiune se petrece pe tărâmul fatnastic al Alagaësiei.

## Debutul literar
Eragon a fost publicat în 2002 de Paolini International LLC, compania părinților lui Christopher. Pentru a-și face cunoscută cartea, Paolini a vizitat peste 135 de școli și biblioteci, discutând despre scris și citit, îmbrăcat într-"un costum medieval compus dintr-o cămașă rosie, pantaloni negri largi, cizme și un coif negru"". Sora sa, Angela, a realizat coperta primei ediții a cărții, care reprezenta ochiul Saphirei. Cristopher a desenat hărțile din interiorul cărții.

## Primele succese
În vara anului 2002, fiul vitreg al autorului Carl Hiaasen a dat peste Eragon într-o librărie și a fost atât de încântat de ea, încât Hiaasen l-a informat despre carte pe editorul său de la editura Alfred A. Knopf,. Knopf s-a oferi să publice Eragon și restul ciclului Moștenirea. A doua ediție a romanului Eragon a fost publicată de Knopf în luna august a anului 2003. La vârsta de 19 ani, Paolini a fost desemnat unul dintre cei mai bine vânduți autori de către New York Times. Romanul Eragon a fost ecranizat în filmul cu același nume.
Eseul lui Paolini, "It All Began with Books" (“Totul a început cu cărțile”), a fost inclus în antologia din aprilie 2005 intitulată Guys Write for Guys Read. Eragon II. Cartea primului născut, continuarea cărții Eragon, a fost lansată pe 23 august 2005. A treia carte a ciclului, Brisingr, a apărut pe 20 septembrie 2008 . Deși ciclul Moștenirea a fost plănuit ca trilogie, Brisingr s-a dezvoltat așa de mult încât a fost nevoie de o a patra carte, omonimă cu numele ciclului, Moștenirea .
La momentul actual, ciclul Moștenirea s-a vândut în peste 20 milioane de exemplare . Pe 23 martie 2011, Random House a anunțat coperta, titlul și data lansării romanului Moștenirea. Acesta a apărut pe 8 noiembrie 2011 în Statele Unite, Australia, Noua Zeelandă, Marea Britanie, Europa și India.

## Influențe
Printre sursele de inspirație literară ale lui Paolini se numără operele lui J.R.R. Tolkien, E. R. Eddison și autorul poemului epic Beowulf. Paolini a precizat că Eragon a fost "inspirată în principal" de opera lui Bruce Coville. Alte influențe literare sunt David Eddings, Andre Norton, Brian Jacques, Anne McCaffrey, Raymond E. Feist, Mervyn Peake, Ursula K. Le Guinși Frank Herbert. De asemenea, printre autorii preferați se mai numără Jane Yolen, Philip Pullman, și Garth Nix.
Natura a influențat în mare măsură scrierile lui Paolini. Într-un interviu acordat lui Philip Pullman și Tamora Pierce, Paolini a indicat Paradise Valley, Montana ca "una dintre sursele cele mai importante" de inspirație.
În cartea Eragon II, Paolini îi descrie pe elfi ca fiind vegetarieni. Întrebat despre propria dietă, Paolini a răspuns: "Nu, nu sunt vegetarian, deși înclin spre așa ceva. "
În mulțumirile din Brisingr, Paolini a evidențiat influența operei lui Leon și Hiroko Kapp The Craft of the Japanese Sword, pentru descrierea modului în care a fost realizată sabia lui Eragon, Brisingr. Paolini a recunoscut și că este un fan al serialului Doctor Who, care i-a dat ideea "zeului singuratic" (epitet acordat Doctorului în episodul "New Earth"), "camerelor care sunt mai mari pe dinăuntru decât dinafară" (capitolul "Întrebări fără răspuns" din Moștenirea) și a lui Raxacoricofallapatorius, casa lui Doctor Who Slitheen (capitolul "Preț de sânge" din Moștenirea).

### Ciclul Moștenirea
- Eragon (2002)

ro. Eragon - Editura Rao 2005,  ISBN 973-576-635-3
- Eldest (2005)

ro. Eragon II. Cartea primului născut - Editura Rao 2006, ISBN 973-576-909-3
- Brisingr (2008)

ro. Brisingr - Editura Rao 2008, ISBN 978-973-103-820-9
- Inheritance (2011)

ro. Moștenirea - Editura RAO 2012, ISBN 978-606-609-258-6

## Filme
- Eragon (film)